# The Eloquent Peasant
The Eloquent Peasant (in arabo الفصيح الفصيح‎?, Al Fallah al Fasih, lett. Il contadino eloquente) è un cortometraggio diretto da Shadi Abdel Salam, tratto dalla fiaba egizia del contadino eloquente, un'opera letteraria del Medio Regno d'Egitto (2040-1782 aC).

## Trama
Il contadino Khun-anup viene picchiato e offeso dal perfido Nemtynakht, illuso della propria onnipotenza in quanto ricco. Ma Khun-anup, credendo nel potere della giustizia, si ingegna a confutare il nemico, divenendo un saggio oratore capace di chiedere ed ottenere ciò che desidera.

## Distribuzione
È stato restaurato nel 2010.

## Riconoscimenti
Il cortometraggio è stato pluripremiato nel 1970, in concorso a Venezia, alla Mostra del Cinema.